# ベクショー
ベクショー（Växjö [ˈvɛ̂kːɧøː] 発音例）は、スウェーデン南部・スモーランド地方の都市。人口は70,489人（2019年）。BBCにより、Greenest City in Europeと呼ばれるほど、環境に取り組んでいる。

## 歴史
「ベクショー」の語源は、「道」を意味する"väg"と「湖」を意味する"sjö"であると考えられている。「凍結したベクショー湖の上を通る道」を意味していると思われる。
1342年にベクショーは市としての設立を許可されたが、ベクショーはそれ以前から重要な商業の中心地となっていた。12世紀に入りベクショー大聖堂の建設が開始され、ベクショー司教管区の中心地として宗教都市になっていった。

## 教育
ベクショー大学 - 学生数14,000人

## 出身の著名人
- ステファン・ヨハンソン - レーシングドライバー、元フォーミュラ1ドライバー、1997年ル・マン24時間レース総合優勝
- カロリナ・クリュフト - 陸上競技選手、2004年アテネオリンピック金メダリスト
- ペール・ラーゲルクヴィスト - 作家、1951年ノーベル文学賞受賞
- カール・フォン・リンネ - 博物学者、生物学者、植物学者
- マッツ・ビランデル - プロテニス選手、4大大会でシングルス通算7勝
- マリン・ハルテリウス - オペラ歌手